# Lovingston
Lovingston település az Amerikai Egyesült Államok Virginia államában, Nelson megyében, melynek megyeszékhelye is. Lakosainak száma 503 fő (2020. április 1.).

## Népesség
A település népességének változása:

| 2010 | 520 |
| 2020 | 503 |